# Regina Baresi
Regina Elena Baresi (Milano, 26 settembre 1991) è un'ex calciatrice italiana, di ruolo attaccante.

## Biografia
È figlia di Giuseppe Baresi e nipote di Franco, calciatori internazionali professionisti tra gli anni settanta e novanta, ed ha un fratello di nome Simone. Sua madre, Elena Tagliabue, è una dirigente sportiva.

## Carriera
Dopo avere praticato fin da bambina diversi sport, all'età di 12 anni entra nelle giovanili dell'Inter Milano. Nel 2009 viene promossa in prima squadra e di lì a poco ne diventa il capitano. Nel 2013 vince con le nerazzurre il campionato di Serie A2, ottenendo la promozione in Serie A; l'anno seguente, tuttavia, non riesce ad evitare l'immediata retrocessione della squadra. Per il successivo quadriennio, quindi, milita stabilmente in serie cadetta con la formazione meneghina.
Nel corso della stagione 2018-2019 diventa il primo capitano della neonata sezione femminile dell'Inter, istituita a seguito dell'acquisto del titolo sportivo dall'Inter Milano; nella stessa annata partecipa alla vittoria del campionato di Serie B e annessa prima, storica promozione della squadra nerazzurra in Serie A.
Al termine della stagione 2020-2021 si ritira dal calcio giocato all'età di 29 anni.

## Attività extracalcistica
Lavora come opinionista televisiva, con collaborazioni a La moviola è uguale per tutti di Mediaset Premium, Quelli che il calcio, La Domenica Sportiva di Rai 2 e commenti per Rai 1 al mondiale femminile 2019. Per la stagione 2024/2025 è tra gli opinionisti di DAZN.

## Statistiche

### Presenze e reti nei club
| Stagione            | Squadra             | Campionato          | Campionato | Campionato | Coppe nazionali | Coppe nazionali | Coppe nazionali | Totale | Totale |
| Stagione            | Squadra             | Comp                | Pres       | Reti       | Comp            | Pres            | Reti            | Pres   | Reti   |
| ------------------- | ------------------- | ------------------- | ---------- | ---------- | --------------- | --------------- | --------------- | ------ | ------ |
| 2009-2010           | Inter Milano        | B                   | 18         | 6          | CI              | 1               | 0               | 19     | 6      |
| 2010-2011           | Inter Milano        | B                   | 21         | 11         | CI              | ?               | ?               | 21+    | 11+    |
| 2011-2012           | Inter Milano        | A2                  | 25         | 12         | CI              | ?               | ?               | 25+    | 12+    |
| 2012-2013           | Inter Milano        | A2                  | 20         | 12         | CI              | ?               | ?               | 20+    | 12+    |
| 2013-2014           | Inter Milano        | A                   | 30         | 8          | CI              | ?               | ?               | 30+    | 8+     |
| 2014-2015           | Inter Milano        | B                   | 24         | 11         | CI              | ?               | ?               | 24+    | 11+    |
| 2015-2016           | Inter Milano        | B                   | 21         | 13         | CI              | ?               | ?               | 21+    | 13+    |
| 2016-2017           | Inter Milano        | B                   | 26         | 18         | CI              | ?               | ?               | 26+    | 18+    |
| 2017-2018           | Inter Milano        | B                   | 23         | 17         | Cl              | ?               | ?               | 23+    | 17+    |
| Totale Inter Milano | Totale Inter Milano | Totale Inter Milano | 208        | 108        |                 | 1+              | 0+              | 209+   | 108+   |
| 2018-2019           | Inter               | B                   | 22         | 8          | CI              | 3               | 1               | 25     | 9      |
| 2019-2020           | Inter               | A                   | 11         | 3          | CI              | 1               | 0               | 12     | 3      |
| 2020-2021           | Inter               | A                   | 10         | 0          | CI              | 1               | 0               | 11     | 0      |
| Totale Inter        | Totale Inter        | Totale Inter        | 43         | 11         |                 | 5               | 1               | 48     | 12     |
| Totale carriera     | Totale carriera     | Totale carriera     | 251        | 119        |                 | 6               | 1               | 257    | 120    |

## Palmarès
- Campionato italiano di Serie A2: 1

Inter Milano: 2012-2013
- Campionato italiano di Serie B: 1

Inter: 2018-2019